# Semiothisa regulata
Semiothisa regulata là một loài bướm đêm trong họ Geometridae.